# Alpaida lanei
Alpaida lanei este o specie de păianjeni din genul Alpaida, familia Araneidae, descrisă de Levi, 1988. Conform Catalogue of Life specia Alpaida lanei nu are subspecii cunoscute.